# Ebben? Ne andró lontana
Ebben? Ne andró lontana (‘¿Y bien?... Me iré lejos’) es el aria más conocida de la ópera La Wally de Alfredo Catalani.
La Wally es una ópera que reconquistó popularidad en los últimos tiempos gracias al aria Ebben? Ne andrò lontana (del acto I), que canta Wally cuando decide marcharse de su casa.
Fue estrenada en la Scala de Milán el 20 de enero de 1892 por la célebre soprano rumana Hariclea Darclée quien también la estrenó en el Teatro Colón (Buenos Aires) en 1904. En este coliseo la cantó Claudia Muzio en 1927 y en el Metropolitan Opera en 1909 por Emmy Destinn dirigida por Arturo Toscanini, quien bautizó a dos de sus hijos con los nombres de sus protagonista "Wally" y "Walter".
Ha sido interpretada, entre otras, por la legendaria Magda Olivero, Leyla Gencer, Anna Netrebko, Renata Tebaldi, Anita Cerquetti, Eva Marton, Mara Zampieri y Carol Neblett.
Esta aria fue utilizada por Jean-Jacques Beineix en su película Diva, el personaje de la supuesta diva llamada Cynthia Hawkins era interpretado por la cantante Wilhelmenia Fernández. 
Posteriormente, fue tema de la película A Single Man cantada por la soprano maltesa Miriam Gauci.
El aria "Ebben..." como pieza de concierto o recital separada de la ópera integral ha sido grabada por distinguidas cantantes como Montserrat Caballé, Victoria de los Ángeles, Sarah Brightman, Renata Scotto, Mirella Freni, Katia Ricciarelli, Kiri Te Kanawa, Renée Fleming, Leontyne Price, Anna Netrebko, Angela Gheorghiu y otras. 
La cantante Sarah Brightman grabó la versión original como parte de su álbum Time to Say Goodbye, y otra versión titulada "Question of Honor" para el álbum Fly (1996), en donde intercala partes del aria con una pieza electrónica, de acuerdo al estilo definido por su productor y compañero sentimental Frank Peterson.
El aria Ebben... fue utilizada en Francia para la publicidad por televisión del operador de telefonía móvil Bouygues Télécom. Una soprano, emociona a un público extasiado en la ópera, sólo que ella está atrapada en un aeropuerto, y canta a través de teléfonos celulares de la empresa.
El aria Ebben... también fue utilizada para una publicidad por televisión del whisky Ballantines.

## Texto en italiano y traducción al castellano
| Ebben?... Ne andrò lontana, come va l'eco della pia campana, là, fra la neve bianca, là, fra le nubi d'or, là dov'e la speranza è rimpianto, è dolor! O della madre mia casa gioconda, la Wally ne andrà da te lontana assai, e forse a te non farà mai più ritorno, ne più la rivedrai! Mai più, mai più! Ne andrò sola e lontana come l'eco della pia campana, là, fra la neve bianca; ne andrò sola e lontana e fra le nubi d'or... | ¿Y bien?... Me iré lejos. Como el eco de la piadosa campana, allá, entre la nieve blanca, allá, entre las nubes de oro, allí donde la esperanza ¡es llanto, es dolor! ¡Oh, casa alegre de mi madre, la Wally se irá muy lejos de ti, y tal vez no vuelva jamás! ¡No te volveré a ver! ¡Jamás, jamás! Me iré sola y lejos, como el eco de la piadosa campana, allá, entre la nieve blanca; me iré sola y lejos, y entre las nubes de oro... |